# Domne (metge jueu)
Domne (en llatí Domnus, en grec Δόμνος) va ser un metge jueu, tutor de Gessi, que va viure al segle iv. El deixeble va sobrepassar en molt la reputació del seu mestre. L'esmenta Suides (Suidas s. v. Γέσιος.)